# Ѣ́
Ѣ́, ѣ́ – diakrytyzowana przez akut wersja cyrylickiej litery ѣ. Obie nie są współcześnie używane. Przykładem użycia tej litery może być nazwa własna języka staro-cerkiewno-słowiańskiego – словѣ́ньскъ. W kodzie URL można uzyskać tę literę, wpisując: %D1%A2%CC%81 (duża), %D1%A3%CC%81 (mała).

## Kodowanie
| Forma     | Wygląd | Części składowe | Części składowe | Kodowanie     |
| --------- | ------ | --------------- | --------------- | ------------- |
| majuskuła | Ѣ́      | U+0462 Ѣ        | U+0301 ◌́        | U+0462 U+0301 |
| minuskuła | ѣ́      | U+0463 ѣ        | U+0301 ◌́        | U+0463 U+0301 |